# Gavião
Gavião – miejscowość w Portugalii, leżąca w dystrykcie Portalegre, w regionie Alentejo w podregionie Alto Alentejo. Miejscowość jest siedzibą gminy o tej samej nazwie.

## Demografia
| Liczba ludności gminy Gavião (1801–2011) | Liczba ludności gminy Gavião (1801–2011) | Liczba ludności gminy Gavião (1801–2011) | Liczba ludności gminy Gavião (1801–2011) | Liczba ludności gminy Gavião (1801–2011) | Liczba ludności gminy Gavião (1801–2011) | Liczba ludności gminy Gavião (1801–2011) | Liczba ludności gminy Gavião (1801–2011) | Liczba ludności gminy Gavião (1801–2011) | Liczba ludności gminy Gavião (1801–2011) |
| ---------------------------------------- | ---------------------------------------- | ---------------------------------------- | ---------------------------------------- | ---------------------------------------- | ---------------------------------------- | ---------------------------------------- | ---------------------------------------- | ---------------------------------------- | ---------------------------------------- |
| 1801                                     | 1849                                     | 1900                                     | 1930                                     | 1960                                     | 1981                                     | 1991                                     | 2001                                     | 2004                                     | 2011                                     |
| 1 462                                    | 3 793                                    | 6 462                                    | 9 168                                    | 10 049                                   | 6 850                                    | 5 920                                    | 4 887                                    | 4 453                                    | 4 132                                    |

## Sołectwa
Sołectwa gminy Gavião (ludność wg stanu na 2011 r.)
- Atalaia – 138 osób
- Belver – 684 osoby
- Comenda – 890 osób
- Gavião – 1609 osób
- Margem – 811 osób